# Gedenktag an die Ausreise und Vertreibung der Juden aus den arabischen Ländern und dem Iran
Der Gedenktag der Ausreise und Vertreibung der Juden aus den arabischen Ländern und dem Iran (hebräisch יוֹם לְצִיּוֹן הָיְצִיאָה וְהַגִירוּשׁ שֶׁל הַיְהוּדִים מֵאַרְצוֹת עֲרָב וּמְאִירָאן Yōm ləṢīyyōn haYəṣīʾā vəhaGīrūš šel haYəhūdīm məʾArṣōt ʿĂrāv ūməʾĪrāʾn, en: Day to Mark the Departure and Expulsion of Jews from the Arab Countries and Iran) ist ein nationaler Gedenktag in Israel. Er wird jedes Jahr am 30. November begangen, um an die Auswanderung und Vertreibung der Juden aus arabischen Ländern und dem Iran zu erinnern.

## Hintergrund
Die Knesset hat den Gedenktag am 23. Juni 2014 relativ spät gesetzlich verankert. Der 30. November wurde aufgrund seiner symbolischen Nähe zum Teilungsplan der Vereinten Nationen für Palästina gewählt, welcher am 29. November 1947 verabschiedet wurde. Nach diesem Plan gerieten viele jüdische Gemeinden im Nahen Osten und in Nordafrika (Mizrachim) unter Druck und waren Feindseligkeit ihrer arabischen und persischen Nachbarn ausgesetzt, was letztlich zu einem Massenexodus jüdischer Gemeinden aus diesen Ländern führte. Das Gesetz wurde von MK Shimon Ohayon von Jisra’el Beitenu eingebracht.
Für viele Mizrahim-Juden in Israel gilt dies als verspätete Anerkennung eines kollektiven Traumas, welches im Laufe der Geschichte des Landes institutionell lange ignoriert worden war.

## Gedenkveranstaltungen

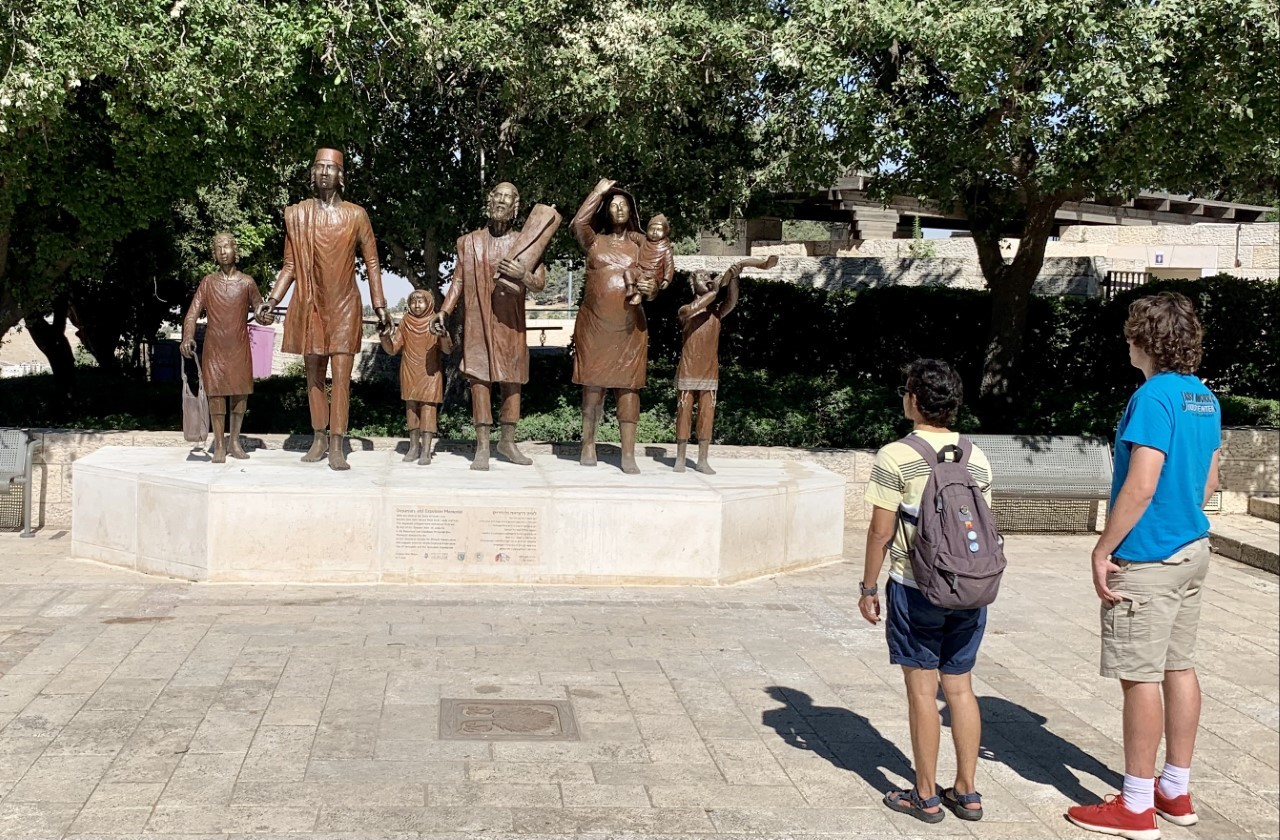
Denkmal für die Ausreise und Vertreibung der Juden aus arabischen Ländern und dem Iran an der Sherover-Promenade in Jerusalem.

Am 9. Mai 2021 wurde auf der Sherover-Promenade in Jerusalem das erste Denkmal in Israel aufgestellt, welches an die Auswanderung und die Vertreibung der Juden aus arabischen Ländern und dem Iran erinnert.
Der Text am Denkmal lautet:

„Mit der Geburt des Staates Israel wurden über 850.000 Juden aus arabischen Ländern und dem Iran vertrieben. Viele der Flüchtlinge verließen ihr Heimatland mittellos und fanden Zuflucht im Staat Israel. -- Durch Gesetz der Knesset: Der 30. November ist jährlich der Gedenktag für die Abreise und Vertreibung. Das Denkmal wurde von der Jewish American Society for Historic Preservation gestiftet, mit Unterstützung der World Sephardi Federation, der Stadt Jerusalem und der Jerusalem Foundation.“

Das Denkmal ist das Werk des Jerusalemer Bildhauers und Künstlers Sam Philipe, der in der fünften Generation in der Stadt lebt.